# Prokop Chocholoušek

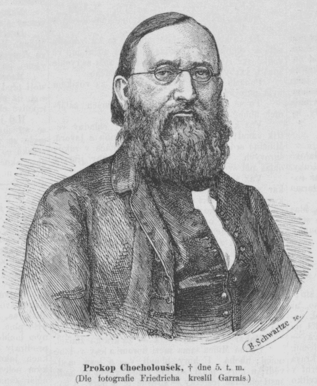
Prokop Chocholoušek

Prokop Chocholoušek, född 18 februari 1819, död 5 juli 1864, var en tjeckisk författare.
Chocholoušek utgav 1843 en stor historisk roman i tre band, Tempelherrarna i Böhmen, efter tydlig inspiration av Walter Scotts Ivanhoe. En rad berättelser i Böhmens forntid följde därefter. Han skrev även ett flertal noveller med motiv från sydslavernas historia, som sammanfördes under titeln Södern (3 band 1862-1863).